# Dies de ràdio
Dies de ràdio (títol original en anglès: Radio Days) és una pel·lícula de 1987 dirigida per Woody Allen que explora els seus records d'infància a través de la música jazz, en una afortunada recreació ambiental dels anys 40.Ha estat doblada al català.

## Argument
Narrada pel mateix Allen, la pel·lícula se centra en les aventures d'un nen que descobreix la música a través de la ràdio, que va esdevenir la seva passió. Amb situacions còmiques i una selecció immillorable de la música de l'època (des de les més populars melodies jazz fins a les cançons de cabaret de Kurt Weill), Dies de ràdio és una afortunada, encara que infravalorada, pel·lícula del cineasta novaiorquès.
En una escena en la qual el noi va al cinema amb la seva tia, s'està projectant un fragment de la pel·lícula Histories de Filadèlfia en el qual Katharine Hepburn besa i abraça James Stewart.
La pel·lícula compta amb les actuacions de Julie Kavner, Dianne Wiest i Danny Aiello (actors habituals de Woody Allen) i una breu aparició de Diane Keaton. El gust d'Allen per a la música, evident en aquesta pel·lícula autobiogràfica, es canalitzaria a aprendre a tocar un instrument, el clarinet. Actualment toca tots els dilluns en un bar a Nova York i realitza gires esporàdiques per Europa, com la que es documenta en el film Wild Man Blues.

## Repartiment
- Woody Allen: Joe, el narrador
- Seth Green: Young Joe
- Danny Aiello: Rocco
- Sydney Blake: Mrs. Gordon
- Leah Carrey: Àvia
- Jeff Daniels: Biff Baxter
- Larry David: veí comunista
- Gina DeAngelis: mare de Rocco
- Denise Dumont: cantant llatí
- Mia Farrow: Sally White
- Todd Field: Crooner
- Kitty Carlisle: Maxwell House
- Paul Herman: Burglar
- Julie Kavner: Mare
- Diane Keaton: New Year's Singer
- Renée Lippin: Tia Ceil
- Martin Sherman: Radio Actor
- William Magerman: Avi
- Judith Malina: Mrs. Waldbaum
- Kenneth Mars: Rabbi Baumel
- Josh Mostel: Oncle Abe
- Don Pardo: "Guess That Tune" Host
- Tony Roberts: "Silver Dollar" Emcee
- Rebecca Schaeffer: germà del comunista
- Wallace Shawn: Masked Avenger
- Mike Starr : Burglar
- Michael Tucker : Pare
- Kenneth Welsh: veu de la ràdio
- Dianne Wiest: Tia Bea